# Inga Markovits
Inga Markovits (* 25. Juni 1937 in Deutschland als Inga Schulthes) ist eine US-amerikanische Rechtswissenschaftlerin und Hochschullehrerin deutscher Herkunft. Sie ist Inhaberin des Lehrstuhls The Friends of Joe Jamail Regents Chair an der University of Texas at Austin.

## Leben
Markovits promovierte 1969 an der Freien Universität Berlin über das Zivilrecht in der Deutschen Demokratischen Republik, bevor sie in die USA auswanderte. In der Wendezeit 1989/1990 reiste sie u. a. nach Ost-Berlin und Wismar, um in zahlreichen Gesprächen und Aktenstudien der gerichtlichen Praxis und der Mentalität der Richter und Rechtsanwälte in der DDR nachzuspüren. Ihre Ergebnisse veröffentlichte sie in zwei Büchern: Die Abwicklung (über das Ende der DDR-Justiz in den letzten Wochen vor der Wiedervereinigung) und Gerechtigkeit in Lüritz (über das Kreisgericht Wismar, das im Buch unter dem Namen „Lüritz“ pseudonymisiert wird).
Markovits erhielt 2012 den Ellen Maria Gorrisen Berlin Prize der American Academy in Berlin und ist Fellow dieser Akademie.

## Schriften (Auswahl)
- Sozialistisches und bürgerliches Zivilrechtsdenken in der DDR (= Abhandlungen zum Ostrecht. Bd. 7). Verlag Wissenschaft und Politik, Köln 1969 (zugl. Dissertation, Freie Universität Berlin, 1966).
- Die Abwicklung. Ein Tagebuch zum Ende der DDR-Justiz. Beck, München 1993, ISBN 3-406-37316-X.
  - englische Übersetzung: Imperfect Justice: An East-West German Diary, Oxford University Press, Oxford 1995, ISBN 978-0-19-825814-8; Clarendon Press, 1995, ISBN 978-0-19-825814-8 (Rezension).
- Gerechtigkeit in Lüritz. Eine ostdeutsche Rechtsgeschichte. Beck, München 2006, ISBN 978-3-406-55054-6.
  - englische Übersetzung: Justice in Lüritz. Experiencing socialist law in East Germany. Princeton University Press, Princeton 2010, ISBN 978-0-691-14347-7.
- Rechtssoziologie für Außenseiter. In: Wie wirkt Recht? Ausgewählte Beiträge zum ersten gemeinsamen Kongress der deutschsprachigen Rechtssoziologie-Vereinigungen, Luzern 4.-6. September 2008. Nomos, Baden-Baden 2010, ISBN 978-3-8329-5397-3.
- Constitution Making After National Catastrophes. Germany in 1949 and 1990. In: William and Mary Law Review 49, 2008 (Volltext; PDF; 279 kB).
- Diener zweier Herren. DDR-Juristen zwischen Recht und Macht. Ch. Links, Berlin 2020, ISBN 978-3-96289-085-8 (insbesondere zur juristischen Fakultät der Humboldt-Universität zu Berlin).